# سیبیل دانینگ
سیبیل دانینگ (آلمانی: Sybil Danning؛ زادهٔ ۲۴ مهٔ ۱۹۵۲) تهیه‌کننده فیلم و بازیگر اهل اتریش است. وی از سال ۱۹۶۸ میلادی تاکنون مشغول فعالیت بوده‌است.
از فیلم‌های او می‌توان به جنون بورژوازی، قتل‌های هفتگانه بانوی سرخ‌پوش، چگونه بر هزینه‌های بالای زندگی غلبه کنیم و زنان آمازون در ماه اشاره کرد.